# Balbianales
Balbianales R.G. Sheath & K.M. Müller, 1999, segundo o sistema de classificação de Hwan Su Yoon et al. (2006), é o nome botânico de uma ordem de algas vermelhas pluricelulares da classe Florideophyceae, subfilo Rhodophytina.

## Táxons inferiores
Família: Balbianiaceae R.G. Sheath & K.M. Müller, 1999
Gêneros: Balbiania, Rhododraparnaldia